# Список авіаносців СРСР та РФ
Список авіаносців СРСР та РФ — перелік авіаносців (авіанесучих кораблів), які були побудовані і перебували на озброєнні, а також розроблялися для ВМФ СРСР та ВМФ Російської Федерації, але не були завершені. Хоча в списку авіаносців, жоден з них (за винятком «Ульяновська», який не був добудований) не були «справжніми» авіаносцями в класичному розумінні терміну.
| № | Авіаносець                                           | Зображення | Водотоннажність                         | Кількість літальних апаратів | Закладений        | Спуск на воду     | Прийнятий       | На службі    | Доля | Тип           | Прим.                                                                           |
| - | ---------------------------------------------------- | ---------- | --------------------------------------- | --- | ----------------- | ----------------- | --------------- | ------------ | --- | ------------- | ------------------------------------------------------------------------------- |
| 1 | «Москва»                                             |            | 13 740 (стандартна) 15 280 тонн (повна) | 14 гелікоптерів Ка-25 різних модифікацій | 5 грудня 1962     | 14 січня 1965     | 25 грудня 1967  | 1967–1996    | 7 листопада 1996 року розібраний на брухт | проєкт 1123   | протичовновий крейсер                                                           |
| 2 | «Ленінград»                                          |            | 13 740 (стандартна) 15 280 тонн (повна) | 14 гелікоптерів Ка-25 різних модифікацій | 15 січня 1965     | 31 липня 1966     | 22 квітня 1969  | 1969–1992    | 5 грудня 1992 року розібраний на брухт | проєкт 1123   | протичовновий крейсер                                                           |
| 3 | «Київ»                                               |            | 30 530 (стандартна) 41 370 тонн (повна) | 18 літаків Як-38 18 гелікоптерів Ка-25, Ка-27 | 21 липня 1970     | 26 грудня 1972    | 28 грудня 1975  | 1975–1993    | 30 червня 1993 року проданий Китаю, де перетворений на туристично-розважальний комплекс у Тяньцзіні                                                                       | проєкт 1143   | авіаносний крейсер                                                              |
| 4 | «Мінськ»                                             |            | 30 530 (стандартна) 41 370 тонн (повна) | 18 літаків Як-38 18 гелікоптерів Ка-25, Ка-27 | 28 грудня 1972    | 30 вересня 1975   | 27 вересня 1978 | 1978–1992    | 31 серпня 1992 року проданий Китаю, де перетворений на туристично-розважальний комплекс у Шеньчжені                                                                       | проєкт 1143   | авіаносний крейсер                                                              |
| 5 | «Новоросійськ»                                       |            | 30 530 (стандартна) 41 370 тонн (повна) | 18 літаків Як-38 18 гелікоптерів Ка-25, Ка-27 | 30 вересня 1975   | 26 грудня 1978    | 14 серпня 1982  | 1982–1992    | 30 червня 1993 року виведений зі складу флоту; 1997 році розібраний на брухт у Пхохані                                                                                    | проєкт 1143   | авіаносний крейсер                                                              |
| 6 | «Баку»                                               |            | 33 440 (стандартна) 44 490 тонн (повна) | 14 літаків Як-141 (за проєктом) 6 Як-38М 20 вертольотів Ка-25, Ка-27 | 26 грудня 1978    | 31 березня 1982   | 20 грудня 1987  | 1987–2004    | 5 березня 2004 року виведений зі складу флоту. 24 січня 2004 року проданий Індії; 16 листопада 2013 року введений до строю ВМС Індії після модернізації як «Вікрамадітья» | проєкт 1143.4 | авіаносний крейсер                                                              |
| 7 | «Тбілісі» «Адмірал флоту Радянського Союзу Кузнецов» |            | 43 000 (стандартна) 55 000 тонн (повна) | 26 МіГ-29К або Су-27К 18 Ка-27ПЧ або Ка-29 4 Ка-27РЛД, 2 Ка-27ПС фактично — 10 Су-33, з 2013 року — 2 МіГ-29К, 2-4 Ка-27ПС                                                                     | 1 вересня 1982    | 4 грудня 1985     | 25 грудня 1990  | 1990–по т.ч. | | проєкт 1143.5 | авіаносний крейсер                                                              |
| 8 | «Варяг»                                              |            | 55 000 (стандартна) 70 500 тонн (повна) | до 30 літаків J-15 до 24 вертольотів Z-8 | 6 грудня 1985     | 25 листопада 1988 | —               | —            | 1998 році в ступені заводської готовності 67 % проданий Макао; 25 вересня 2012 року після глибокої модернізації введений до складу ВМС КНР як «Ляонін»                    | проєкт 1143.6 | авіаносний крейсер                                                              |
| 9 | «Ульяновськ»                                         |            | 62 580 (стандартна) 79 758 тонн (повна) | 70 літальних апаратів: 20 винищувачів МіГ-23K 25 штурмовиків Су-25K 8 Як-44 радіолокаційного дозору 15 гелікоптерів Ка-27ПЛ і 2 Ка-25ПС (20 МіГ-29К, 25 Су-33, 8 Як-44, 15 Ка-27ПЛ, 2 Ка-27ПС) | 25 листопада 1988 | —                 | —               | —            | будівництво припинене 1 листопада 1991 | проєкт 1143.7 | атомний важкий авіаносний крейсер (фактично перший повноцінний авіаносець СРСР) |

Позначення: